# Большая мечеть (Бамако)
Большая мечеть — мечеть в центре города Бамако, Мали. Основана на месте предколониальной кирпичной мечети, постройка текущей мечети была профинансирована из Саудовской Аравии в конце 1970-х.

## Архитектура
Одно из самых высоких зданий в Бамако. Мечеть расположена к северу от реки Нигер, около центрального рынка. Из-за своих высоких цементных минаретов, построенными вокруг квадратной центральной структуры мечети, здание стилистически ближе к саудовскому стилю религиозных строений, чем к стилю Южной Африки. Мечеть видима практически из любой части города и иногда открывается для туристов.